# فلات اوب
فلات اوب (به لاتین: Ob Plateau) یک فلات در روسیه است. فلات اوب ۳۲۱ متر بالاتر از سطح دریا واقع شده‌است.